# 송성일
송성일(宋聖一, 1969년 8월 8일~1995년 1월 29일)은 대한민국의 전 레슬링 선수이다. 

## 생애
1969년 경기도 과천시에서 태어나, 중학교 2학년 때인 1983년에 레슬링에 입문하였다. 이후 국가대표팀에 발탁되어 스페인 바르셀로나에서 열린 1992년 하계 올림픽에 참가했다.
1994년 일본 히로시마에서 열린 1994년 아시안 게임 그레코로만형 레슬링 100kg급에서 카자흐스탄의 비탈리 레이킨을 꺾고 금메달을 획득했다. 송성일은 아시안 게임 개막 이전에 위암 4기 선고를 받아 수술을 받은 상태였다. 송성일은 대회 당시에 도핑 검사에 적발될 것을 우려해서 약을 먹을 수 없었다고 한다. 대회가 끝난 이후에 약물 치료를 받았지만 병세가 악화되면서 1995년 1월 29일에 서울특별시 강남구 일원동에서 사망하였다.

## 수상
- 1993년 아시아 동부지역 국제레슬링대회 1위
- 1993년 피어젠크컵 국제레슬링대회 2위
- 1993년 메라컵 국제레슬링대회 3위
- 1994년 한국체육기자연맹 선정 최우수 남자선수
- 1994년 백상체육대상 특별상
- 1994년 히로시마 아시안 게임 100kg급 금메달

### 수훈
- 체육훈장 백마장(1995년 4월 27일)
- 체육훈장 기린장(1994년 4월 21일)

## 출연 프로그램
- MBC 신인간시대 - 암투병 레슬링 송성일 선수 (1994년 11월 14일)
- MBC 신인간시대 - 투혼의 레슬러 故송성일 선수 (1995년 2월 13일)